# Воеводовка (Днепропетровская область)
Воеводовка (укр. Воєводівка) — село,
Новониколаевский поселковый совет,
Верхнеднепровский район,
Днепропетровская область,
Украина.
Код КОАТУУ — 1221055802. Население по переписи 2001 года составляло 95 человек.

## Географическое положение
Село Воеводовка находится на расстоянии в 1,5 км от сёл Чкаловка и Чепино. По селу протекает пересыхающий ручей с запрудой. Рядом проходят автомобильная дорога Т-0429 железная дорога, станция Платформа 128 км в 0,5 км.